# Орен (Кот-д’Ор)
Оре́н (фр. Orain) — коммуна во Франции, находится в регионе Бургундия. Департамент коммуны — Кот-д’Ор. Входит в состав кантона Фонтен-Франсез. Округ коммуны — Дижон.
Код INSEE коммуны — 21468.

## Население
Население коммуны на 2010 год составляло 96 человек.
| 1962 | 1968 | 1975 | 1982 | 1990 | 1999 | 2010 |
| ---- | ---- | ---- | ---- | ---- | ---- | ---- |
| 186  | 151  | 152  | 122  | 101  | 109  | 96   |

## Экономика
В 2010 году среди 56 человек трудоспособного возраста (15—64 лет) 43 были экономически активными, 13 — неактивными (показатель активности — 76,8 %, в 1999 году было 73,1 %). Из 43 активных жителей работали 35 человек (19 мужчин и 16 женщин), безработных было 8 (5 мужчин и 3 женщины). Среди 13 неактивных 5 человек были учениками или студентами, 6 — пенсионерами, 2 были неактивными по другим причинам.